# Ofsajd (hokej)
V ledním hokeji existuje pravidlo 78, ofsajd. Toto pravidlo zakazuje hráčům útočícího mužstva vjet do útočného pásma dříve než puk. Pokud ve chvíli, kdy má hráč obě brusle za modrou čárou v útočném pásmu, přejde puk celým objemem tuto čáru (to se ovšem netýká hráče, který puk do pásma pod svou kontrolou vede, ten smí čáru překročit dříve než kotouč), hráč je v ofsajdu, hra se přeruší a naváže se vhazováním:
- z nejbližšího bodu vhazování ve středním pásmu, zavezl-li puk do pásma útočící hráč,
- z bodu vhazování u místa, odkud byl puk přihrán nebo vystřelen přes modrou čáru,
- na koncovém bodě vhazování v obranném pásmu provinivšího se družstva, byl-li tento ofsajd způsoben úmyslně.

Za ofsajd se nepovažuje, zavedl-li puk do svého pásma bránící hráč, třebaže útočící hráč je v pásmu dříve.
Pokud je hráč v ofsajdu, ale pukem může hrát některý bránící hráč, rozhodčí hru nepřeruší, ale signalizuje (zdviženou rukou) ofsajdovou výhodu (pravidlo 82). Všichni útočící hráči pak musí neprodleně opustit útočné pásmo, čímž výhoda skončí, teprve poté se mohou vracet zpět do útočného pásma. Výhoda končí také ve chvíli, kdy bránící mužstvo dostane kotouč do středního pásma. Pokud útočící mužstvo pásmo nevyklidí, snaží se bránícího hráče napadat, je to považováno za úmyslný ofsajd (tzn. hra je přerušena a naváže se vhazováním v obranném pásmu provinivšího se mužstva). Pravidlo o výhodě se neuplatňuje, pokud útočící mužstvo dostalo puk do pásma vystřelením na branku, po kterém musel pukem hrát brankář. V takovém případě se hra vždy přeruší.

## Historie
Pravidlo o postavení mimo hru se v historii hokeje různě vyvíjelo. V počátcích bylo možné přihrávat pouze dozadu nebo do strany, pravidla hokeje se tak podobala pravidlům ragby. Od 30. let bylo umožněno přihrávat dopředu, ale pouze v rámci jednotlivých pásem. Aby se hráč nedostal do postavení mimo hru, nesměl přejet modrou čáru dřív než puk (ani obrannou, ani útočnou). V roce 1943 zavedla NHL střední červenou čáru a ofsajd z vlastní obranné modré čáry se posunul až na střední čáru. Hráč nesměl přihrát svému spoluhráči tak, aby puk přejel přes libovolnou modrou a středovou červenou čáru. Pravidlo o postavení mimo hru na střední čáře bylo zrušeno až v roce 1999 (v NHL 2005).